# 恩特普賴斯 (內華達州)
恩特普賴斯（英語：Enterprise）是位於美國內華達州克拉克縣的普查規定居民點。

## 人口
根據2020年美國人口普查的數據，恩特普賴斯的面積為170.94平方千米，皆為陸地。當地共有人口221831人，而人口密度為每平方千米1,297.71人。